# Serie A Élite 2007-2008
La Serie A Élite 2007-2008 è stata la 39ª edizione del massimo campionato nazionale italiano di pallamano maschile.
Iniziato a fine settembre 2007 la sua stagione si è conclusa con l'ultima gara il 20 maggio 2008.
Esso è organizzato direttamente, come di consueto, dalla Federazione Italiana Gioco Handball.
La formula del torneo prevedeva la disputa di un doppio girone all'italiana con partite di andata e ritorno tra le otto partecipanti seguito dalla disputa di una poule scudetto tra le prime quattro classificate della stagione regolare e di una poule retrocessione tra le restanti quattro squadre.
Lo scudetto è stato vinto dall'Italgest Salento d'Amare Casarano che in questo modo si è laureato per la seconda volta nella storia campione d'Italia.

## Avvenimenti
Prima dell'inizio della stagione tuttavia non mancano i colpi di scena: il 14 giugno 2007, la gloriosa Pallamano Trieste, società più blasonata del panorama nazionale, annuncia la volontà di rinunciare al massimo campionato per difficoltà finanziarie. La compagine giuliana viene sostituita nel quadro della serie A Elite dall'A.S. Albatro Siracusa, che aveva presentato domanda di ripescaggio. L'emergente sodalizio siciliano riporta così una rappresentante dell'isola nella pallamano di alto livello, mentre i biancorossi del Trieste ripartiranno dalla serie A2 per meriti sportivi.
Un secondo scossone si registra il 30 giugno: anche gli altoatesini del Bressanone danno forfait, sempre per motivi economici. La procedura di ripescaggio, convocata d'urgenza, premia questa volta la formazione toscana dell'Al.Pi. Pallamano Prato, nel 2006-2007 classificatasi all'ultimo posto in A Elite e quindi altrimenti destinata alla retrocessione in serie A1.

## Squadre partecipanti
|                  |                 |                            |                                     |          |
| Team             | Città           | Sponsor                    | Impianto                            | Capienza |
| Albatro Siracusa | Siracusa        |                            | Pala Lo Bello                       | 2700     |
| Bologna United   | Bologna         |                            | PalaSavena                          | 2500     |
| Casarano         | Casarano (Le)   | Italgest e Salento d'Amare | Palasport San Giuseppe da Copertino | ?        |
| Conversano       | Conversano (Ba) | Indeco                     | Pala San Giacomo                    | 3500     |
| Junior Fasano    | Fasano (Br)     |                            | Palestra "F.Zizzi"                  | 500      |
| Meran            | Merano (Bz)     | Indata                     | Pala Karl Wolf                      | 1000     |
| Prato            | Prato           | Al.Pi.                     | PalaConsiag                         | 2100     |
| Secchia          | Rubiera (Re)    | Gammadue                   | PlaBursi                            | 1000     |

## Prima fase

### Risultati
| andata | 1ª giornata         | ritorno |
| ------ | ------------------- | ------- |
| 40-30  | Bologna - Albatro   | 34-31   |
| 31-28  | Conversano - Merano | 30-31   |
| 31-24  | Casarano - Prato    | 25-22   |
| 30-25  | Secchia - Fasano    | 22-27   |

| andata | 4ª giornata          | ritorno |
| ------ | -------------------- | ------- |
| 33-22  | Merano - Fasano      | 22-23   |
| 25-30  | Albatro - Casarano   | 29-29   |
| 22-25  | Prato - Secchia      | 26-28   |
| 28-29  | Conversano - Bologna | 34-38   |

| andata | 7ª giornata          | ritorno |
| ------ | -------------------- | ------- |
| 25-30  | Albatro - Conversano | 22-26   |
| 30-29  | Fasano - Bologna     | 27-24   |
| 30-27  | Merano - Prato       | 28-32   |
| 25-27  | Secchia - Casarano   | 32-33   |

| andata | 2ª giornata        | ritorno |
| ------ | ------------------ | ------- |
| 20-22  | Prato - Conversano | 17-25   |
| 22-25  | Albatro - Secchia  | 23-27   |
| 28-24  | Fasano - Casarano  | 27-28   |
| 26-36  | Merano - Bologna   | 36-33   |

| andata | 5ª giornata          | ritorno |
| ------ | -------------------- | ------- |
| 33-32  | Albatro - Merano     | 33-37   |
| 32-30  | Bologna - Casarano   | 37-40   |
| 27-27  | Secchia - Conversano | 20-26   |
| 26-24  | Fasano - Prato       | 21-26   |

| andata | 3ª giornata           | ritorno |
| ------ | --------------------- | ------- |
| 32-32  | Bologna - Prato       | 29-22   |
| 28-28  | Secchia - Merano      | 30-22   |
| 25-22  | Fasano - Albatro      | 25-30   |
| 29-25  | Casarano - Conversano | 29-31   |

| andata | 6ª giornata         | ritorno |
| ------ | ------------------- | ------- |
| 28-29  | Bologna - Secchia   | 30-29   |
| 31-24  | Conversano - Fasano | 21-23   |
| 34-25  | Casarano - Merano   | 34-24   |
| 21-34  | Prato - Albatro     | 21-25   |

### Classifica
|  |    | Classifica prima fase | Pti | G  | V  | N | P  | GF  | GS  | DR  |
|  | -- | --------------------- | --- | -- | -- | - | -- | --- | --- | --- |
|  | 1. | Casarano              | 31  | 14 | 10 | 1 | 3  | 423 | 386 | +37 |
|  | 2. | Bologna United        | 25  | 14 | 8  | 1 | 5  | 451 | 424 | +27 |
|  | 3. | Conversano            | 25  | 14 | 8  | 1 | 5  | 387 | 363 | +24 |
|  | 4. | Junior Fasano         | 24  | 14 | 8  | 0 | 6  | 354 | 366 | -12 |
|  | 5. | Secchia               | 23  | 14 | 7  | 2 | 5  | 377 | 366 | +11 |
|  | 6. | Meran                 | 16  | 14 | 5  | 1 | 8  | 402 | 426 | -24 |
|  | 7. | Albatro Siracusa      | 13  | 14 | 4  | 1 | 9  | 384 | 402 | -18 |
|  | 8. | Prato                 | 7   | 14 | 2  | 1 | 11 | 336 | 381 | -45 |

## Seconda fase

### Risultati
| data | 1ª giornata         | risultato |
| ---- | ------------------- | --------- |
| 2-2  | Prato - Casarano    | 32-29     |
| 2-2  | Albatro - Bologna   | 26-27     |
| 2-2  | Conversano - Merano | 28-20     |
| 2-2  | Fasano - Secchia    | 23-21     |

| data | 4ª giornata         | risultato |
| ---- | ------------------- | --------- |
| 23-2 | Conversano - Fasano | 25-23     |
| 23-2 | Secchia - Merano    | 31-26     |
| 23-2 | Albatro - Casarano  | 30-35     |
| 23-2 | Prato - Bologna     | 29-32     |

| data | 7ª giornata        | risultato |
| ---- | ------------------ | --------- |
| 15-3 | Merano - Casarano  | 29-27     |
| 15-3 | Secchia - Albatro  | 36-29     |
| 15-3 | Prato - Conversano | 27-24     |
| 15-3 | Bologna - Fasano   | 32-28     |

| data | 2ª giornata          | risultato |
| ---- | -------------------- | --------- |
| 9-2  | Merano - Albatro     | 26-22     |
| 9-2  | Bologna - Conversano | 27-31     |
| 9-2  | Casarano - Fasano    | 35-26     |
| 9-2  | Secchia - Prato      | 25-25     |

| data | 5ª giornata           | risultato |
| ---- | --------------------- | --------- |
| 1-3  | Bologna - Secchia     | 27-27     |
| 1-3  | Fasano - Albatro      | 26-27     |
| 1-3  | Merano - Prato        | 26-25     |
| 1-3  | Casarano - Conversano | 31-23     |

| data | 3ª giornata          | risultato |
| ---- | -------------------- | --------- |
| 16-2 | Bologna - Merano     | 27-28     |
| 16-2 | Conversano - Albatro | 32-27     |
| 16-2 | Casarano - Secchia   | 30-29     |
| 16-2 | Fasano - Prato       | 33-22     |

| data | 6ª giornata          | risultato |
| ---- | -------------------- | --------- |
| 8-3  | Casarano - Bologna   | 30-29     |
| 8-3  | Albatro - Prato      | 32-25     |
| 8-3  | Conversano - Secchia | 35-31     |
| 8-3  | Fasano - Merano      | 30-28     |

### Classifica
|  |    | Classifica seconda fase | Pti | G  | V  | N | P  | GF  | GS  | DR  |
|  | -- | ----------------------- | --- | -- | -- | - | -- | --- | --- | --- |
|  | 1. | Casarano                | 46  | 21 | 15 | 1 | 5  | 640 | 584 | +56 |
|  | 2. | Conversano              | 40  | 21 | 13 | 1 | 7  | 585 | 549 | +36 |
|  | 3. | Bologna United          | 35  | 21 | 11 | 2 | 8  | 652 | 623 | +29 |
|  | 4. | Junior Fasano           | 33  | 21 | 11 | 0 | 10 | 543 | 556 | -13 |
|  | 5. | Secchia                 | 31  | 21 | 9  | 4 | 8  | 577 | 561 | +16 |
|  | 6. | Meran                   | 28  | 21 | 9  | 1 | 11 | 585 | 616 | -31 |
|  | 7. | Albatro Siracusa        | 19  | 21 | 6  | 1 | 14 | 577 | 609 | -32 |
|  | 8. | Prato                   | 14  | 21 | 4  | 2 | 15 | 521 | 582 | -61 |

## Terza fase

### Risultati - Poule Scudetto
| andata | 1ª giornata          | ritorno |
| ------ | -------------------- | ------- |
| 28-19  | Casarano - Fasano    | 34-27   |
| 33-29  | Conversano - Bologna | 28-32   |

| andata | 2ª giornata         | ritorno |
| ------ | ------------------- | ------- |
| 32-32  | Bologna - Casarano  | 41-40   |
| 29-26  | Fasano - Conversano | 21-29   |

| andata | 3ª giornata           | ritorno |
| ------ | --------------------- | ------- |
| 30-32  | Conversano - Casarano | 39-29   |
| 29-24  | Fasano - Bologna      | 28-33   |

### Classifica
|  |    | Classifica poule scudetto | Pti | G  | V  | N | P  | GF  | GS  | DR  |
|  | -- | ------------------------- | --- | -- | -- | - | -- | --- | --- | --- |
|  | 1. | Casarano                  | 56  | 27 | 18 | 2 | 7  | 835 | 772 | +63 |
|  | 2. | Conversano                | 49  | 27 | 16 | 1 | 10 | 770 | 721 | +49 |
|  | 3. | Bologna United            | 45  | 27 | 14 | 3 | 10 | 843 | 813 | +30 |
|  | 4. | Junior Fasano             | 39  | 27 | 13 | 0 | 14 | 696 | 730 | -34 |

### Risultati - Poule Retrocessione
| andata | 1ª giornata      | ritorno |
| ------ | ---------------- | ------- |
| 28-29  | Secchia - Prato  | 26-39   |
| 28-29  | Merano - Albatro | 33-37   |

| andata | 2ª giornata       | ritorno |
| ------ | ----------------- | ------- |
| 30-27  | Albatro - Secchia | 35-39   |
| 31-26  | Prato - Merano    | 27-27   |

| andata | 3ª giornata      | ritorno |
| ------ | ---------------- | ------- |
| 33-38  | Merano - Secchia | 36-40   |
| 34-31  | Prato - Albatro  | 33-29   |

### Classifica
|  |    | Classifica poule retrocessione | Pti | G  | V  | N | P  | GF  | GS  | DR  |
|  | -- | ------------------------------ | --- | -- | -- | - | -- | --- | --- | --- |
|  | 1. | Secchia                        | 37  | 27 | 11 | 4 | 12 | 771 | 767 | +4  |
|  | 2. | Albatro Siracusa               | 31  | 27 | 10 | 1 | 16 | 772 | 799 | +27 |
|  | 3. | Prato                          | 30  | 27 | 9  | 3 | 15 | 714 | 749 | -35 |
|  | 4. | Meran                          | 29  | 27 | 9  | 2 | 16 | 768 | 818 | -50 |

## Verdetti
- Italgest Salento d'Amare Casarano: Campione d'Italia.
- Indata Merano: retrocessa in Serie A1
- Qualificazione coppa europee:
- Italgest Salento d'Amare Casarano: qualificata alla Champions League 2008-2009
- Junior Fasano: qualificata alla Coppa delle Coppe 2008-2009
- Indeco Conversano: qualificata alla EHF Cup 2008-2009
- Bologna: qualificata alla Challange Cup 2008-2009
- Gammadue Secchia: qualificata alla Challange Cup 2008-2009